# Miniatura merovingia
La miniatura merovingia è la miniatura prodotta nel Regno franco (lat. Regnum Francorum) dalla fine del VII secolo all'VIII secolo, al tempo della dinastia merovingia. Di forma prettamente ornamentale, questa miniatura è caratterizzata da capolettera di solida costruzione geometrica, con linee e cerchi che richiamato il modello tardoantico, e frontespizio con arcate e crocifissi. Le immagini figurative erano quasi del tutto assenti. A partire dal 700 la decorazione zoomorfa iniziò ad apparire e a diventare così dominante che in alcuni manoscritti dell'Abbazia di Chelles intere pagine sono composte da lettere formate da animali. A differenza della contemporanea miniatura insulare, caratterizzata da una decorazione rampante e a tratti invasiva, lo stile merovingio mirava ad una pagina pulita.
Lo scriptorium più antico e produttivo del regno franco fu, in quel periodo, l'Abbazia di Luxeuil, fondata dal monaco irlandese Colombano di Bobbio nel 590 e distrutta nel 732 dai Saraceni. L'Abbazia di Corbie, fondata nel 662, sviluppò una propria versione dello stile, ed anche Chelles e Laon furono attivi centri di produzione. L'opera missionaria del britannico Villibrordo tra i Frisoni (c. 690), richiesta dal maggiordomo merovingio Pipino di Herstal, contribuì poi ad intensificare la contaminazione tra arte/cultura franca ed insulare. Dal 750, complice la migrazione sul continente di monaci britannici in fuga dalle incursioni norrene, la miniatura merovingia fu fortemente influenzata da quella insulare: un evangelistario dell'Abbazia di Echternach (Treviri, Dombibliothek, Cod. 61 olim 134) mostra l'evidente collaborazione di maestranze merovingie ed irlandesi. 
Sempre nella seconda fase dell'epoca merovingia, alcuni scriptoria della Gallia settentrionale (Luxeuil, Chelles, ecc.) misero a punto delle scritture corsive, più agili e pratiche, raccolte sotto il nome di "scrittura merovingica".
Con la fine della dinastia merovingia per mano di Pipino il Breve nel 751 e la conseguente nascita dell'Impero carolingio, la miniatura franca fu interessata da un profondo rinnovamento. Fu infatti tra le forme d'arte più massicciamente coinvolte nella rinascita culturale promossa dal figlio ed erede di Pipino, Carlo Magno, la c.d. "rinascita carolingia" e divenne fondamentale mezzo di diffusione dello stile artistico e del messaggio politico culturale della nuova dinastia, i Carolingi: v.si miniatura carolingia.
Senza mai raggiungere la perfezione e la raffinatezza degli omologhi insulari o dei posteriori carolingi, i manoscritti miniati merovingi testimoniano comunque un'arte compiuta ed uno stile originale che conobbero in seguito ancora dei diretti prolungamenti nella seconda metà dell'VIII secolo.

## Contesto storico

### Committenza

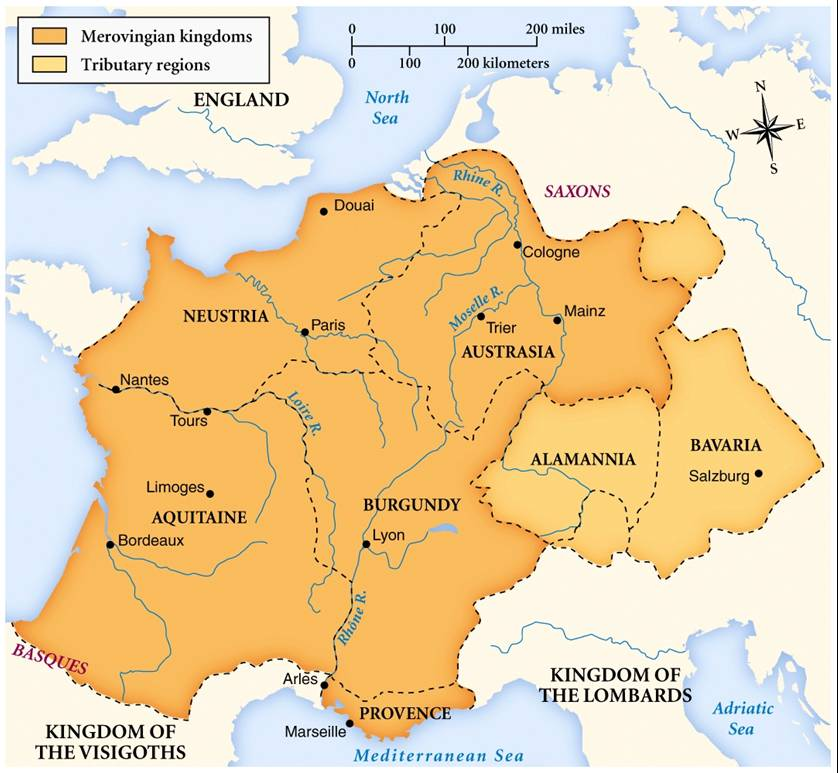
I regni merovingi al loro apice (anche sassoni e bretoni resero omaggio ai re merovingi, sebbene in tempi diversi)

La dinastia merovingia fu la famiglia regnante dei Franchi dalla metà del V secolo fino al 751. Appaiono per la prima volta come "Re dei Franchi" nell'esercito romano della Gallia settentrionale. Nel 509 avevano unito sotto il loro dominio tutti i Franchi e i Romani della Gallia settentrionale. Conquistarono la maggior parte della Gallia, sconfiggendo i Visigoti (507) ei Burgundi (534), e estesero il loro dominio anche in Rezia (537). In Germania Magna, gli Alemanni, i Bavari ei Sassoni accettarono la loro signoria. Il regno merovingio era il più grande e potente degli stati dell'Europa occidentale in seguito alla rottura dell'impero di Teodorico il Grande.
Il nome dinastico, latino medievale Merovingi o Merohingii ("figli di Meroveo"), deriva da una forma franca non attestata, affine all'attestato inglese antico Merewīowing, con il finale -ing è un tipico suffisso patronimico germanico. Il nome deriva dal semi-leggendario re Meroveo. A differenza delle genealogie reali anglosassoni, i Merovingi non hanno mai affermato di discendere da un dio, né ci sono prove che fossero considerati re sacri.

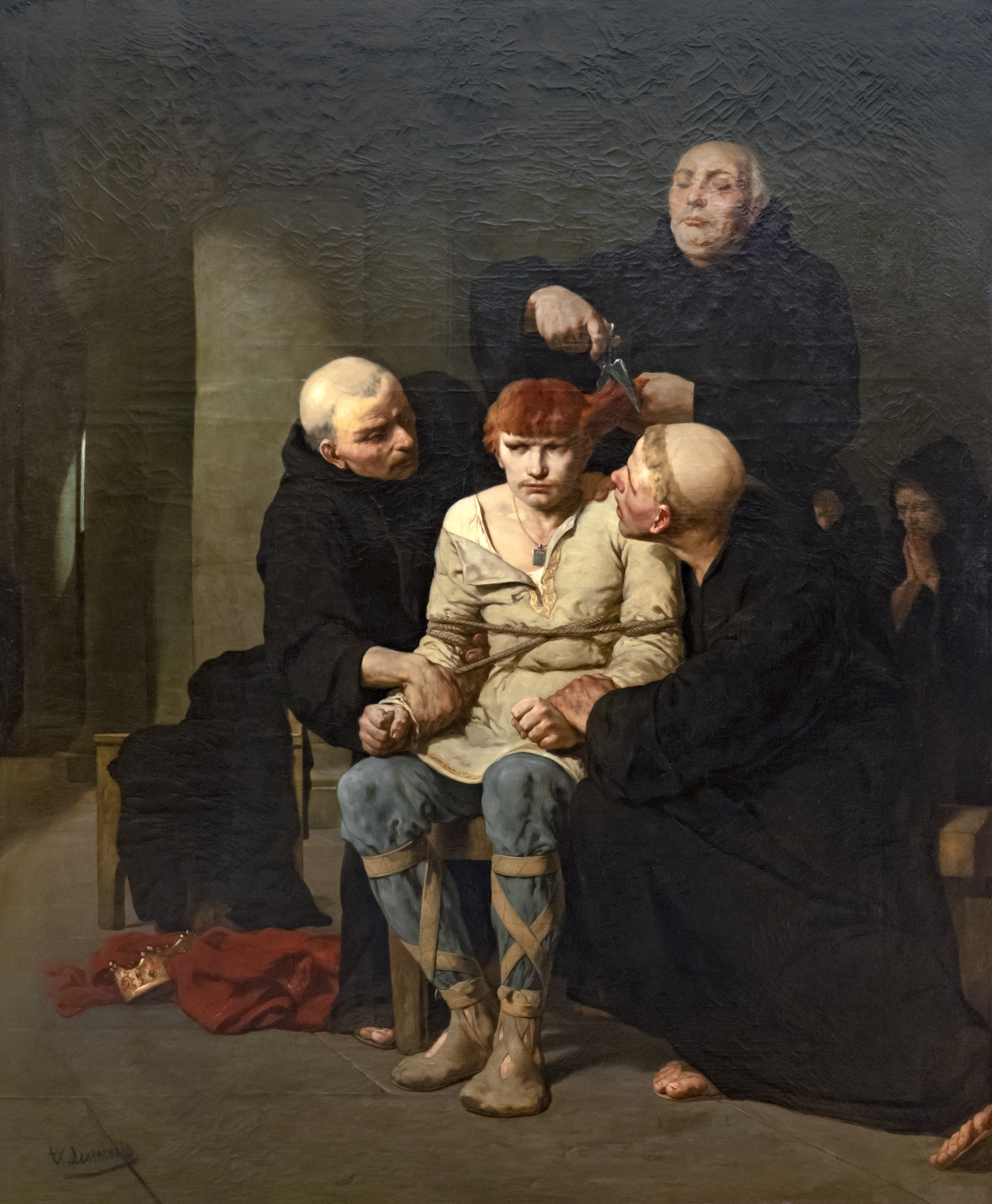
L'ultimo dei Merovingi, dipinto di Évariste-Vital Luminais, raffigurante il taglio dei capelli di Childerico III.

I capelli lunghi dei Merovingi li distinguevano tra i Franchi, che comunemente si tagliavano i capelli corti. I contemporanei a volte li chiamavano i "re dai capelli lunghi" (lat. reges criniti). Un merovingio a cui erano stati tagliati i capelli non poteva regnare e un rivale poteva essere rimosso dalla successione facendosi tonsurare e mandando in un monastero. I Merovingi usavano anche un nome distinto. Uno dei loro nomi, Clovis (Clodoveo), si è evoluto in Louis ed è rimasto comune tra i reali francesi fino al XIX secolo.
Il primo re merovingio conosciuto fu Childerico I (morto nel 481). Suo figlio Clodoveo I (morto nel 511) si convertì al cristianesimo, unì i Franchi e conquistò gran parte della Gallia. Il regno di Clodoveo si frammentò tra i quattro eredi (Clotario, Clodomiro, Teodorico e Childeberto), secondo le usanze del tempo che consideravano le conquiste territoriali alla stregua del patrimonio personale di beni mobili, i quali continuarono la politica paterna di espansione a spese di Burgundi e Turingi, e con l'annessione della Borgogna, ceduta dal re ostrogoto Vitige. Qualche difficoltà fu incontrata da Childeberto I nella sua politica di intervento in Italia come alleato dei bizantini contro i Longobardi del re Autari, la cui resistenza, seppure con alterne fortune, indusse il re franco a non insistere nel tentativo di impadronirsi dell'Italia settentrionale. I quattro figli maschi di Clotario, ultimo sopravvissuto dei figli di Clodoveo, divisero a loro volta nuovamente il regno in altrettante regioni, che negli anni successivi vennero anche allargate grazie a conquiste verso oriente e verso sud: Austrasia, Neustria, Borgogna e Aquitania. Ad eccezione di quattro brevi periodi (558–61, 613–23, 629–34, 673–75), il Regno franco restò così diviso fino al 679. Dopodiché fu diviso di nuovo solo una volta nel biennio 717–18.
A partire dal VI secolo, il regno franco patì una crisi non solo economica per le difficoltà dell'agricoltura ma soprattutto politica per la disgregazione dei poteri dovuta alla debolezza cronica dei re Merovingi, che, per questo motivo, vennero chiamati “re fannulloni”, e che portò ben presto il loro potere ad affievolirsi a favore dell'ufficio del maestro di palazzo (o maggiordomo), il più alto funzionario regio, i cui detentori seppero abilmente spingere i sovrani ad un ruolo sempre più simbolico per tentare, ad esiti alterni, di eliminare la decadente dinastia. Nel 656 il maggiordomo Grimoaldo I tentò di far salire sul trono in Austrasia suo figlio Childeberto l'Adottato. Grimoaldo fu arrestato e giustiziato ma suo figlio regnò fino al 662, quando fu restaurata la dinastia merovingia. Quando il re Teodorico IV morì nel 737, il maggiordomo Carlo Martello, l'eroe che aveva fermato nella battaglia di Poitiers (732) l'espansione islamica in Europa, continuò a governare su di una Gallia riunificata senza un re fino alla sua morte nel 741. La dinastia merovingia fu restaurata nel 743 ma nel 751 il figlio di Carlo Martello, Pipino il Breve, depose l'ultimo dei Merovingi, Childerico III, e si fece incoronare, inaugurando la dinastia carolingia.

### Vita Religiosa

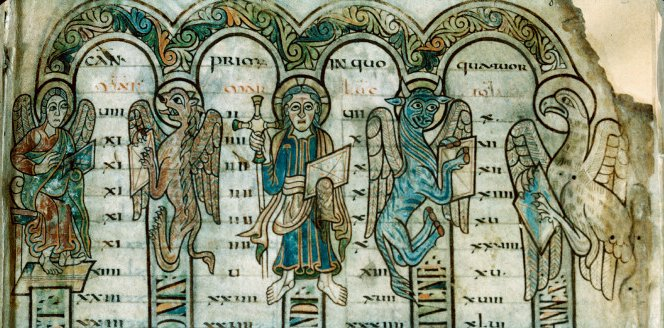
Simboli degli evangelisti - fine VIII secolo.

La vita di religiosa nel regno merovingio era organizzata intorno a due centri ben distinti: (i) la città, diretta erede della città tardoantica di cui conservava mura, strade, edifici primari, ove il vescovo svolgeva, oltre a quello clericale, il ruolo politico di funzionario del potere regio; e (ii) il monastero fondata da monaci irlandesi e inglesi. I vescovi erano, allora, sempre più ambiziosi, potenti e ricchi e non riuscivano a frenare la decadenza intellettuale di cui la cultura latina classica fu la prima vittima.
Ad eccezione di alcuni centri urbani dove il pensiero rimane vivo, come Laon, furono dunque i monasteri che assicurano la copia dei libri per salvare almeno la cultura cristiana. Queste maestranze erano latrici di una particolare e già sviluppata forma di arte, la c.d. "Arte insulare", fusione di elementi celtici ed anglosassoni, che aveva sviluppato una propria forma di miniatura: la "miniatura insulare". San Colombano (540 ca.-615), giunse in Francia dall'Irlanda intorno al 590 con dodici confratelli e si stabilì nei Vosgi, ove costruì il monastero di Luxeuil. Insieme alla sua fede missionaria, l'arte della sua isola natale prese così a diffondersi nel Regnum Francorum retto dai Merovingi. Sotto l'egida dei discendenti di Clodoveo, la cui influenza, come anticipato, raggiungeva anche le propaggini settentrionali del regno longobardo in Italia, i monaci ed i libri di San Colombano si sparsero per l'Europa e raggiunsero la Lombardia dove, nel 612, Colombano fondò il monastero di Bobbio.

## Influenze
Si nota spesso l'influenza bizantina in particolare. Alcuni storici hanno avanzato l'ipotesi che i miniatori merovingi prendessero talvolta a modello motivi ritrovati su tessuti orientali con reliquie avvolte: es. il Sacramentario del Gellone sembra per certi aspetti molto vicino ai manoscritti bizantini. Uno degli stilemi caratteristici della miniatura merovingia, il testo inquadrato in una finta architettura a portico (v. Evangelistario di Gundoino) richiama poi esempi bizantini più antichi: es. i canoni eusebiani nel folio 4 dei Vangeli Rabbula.

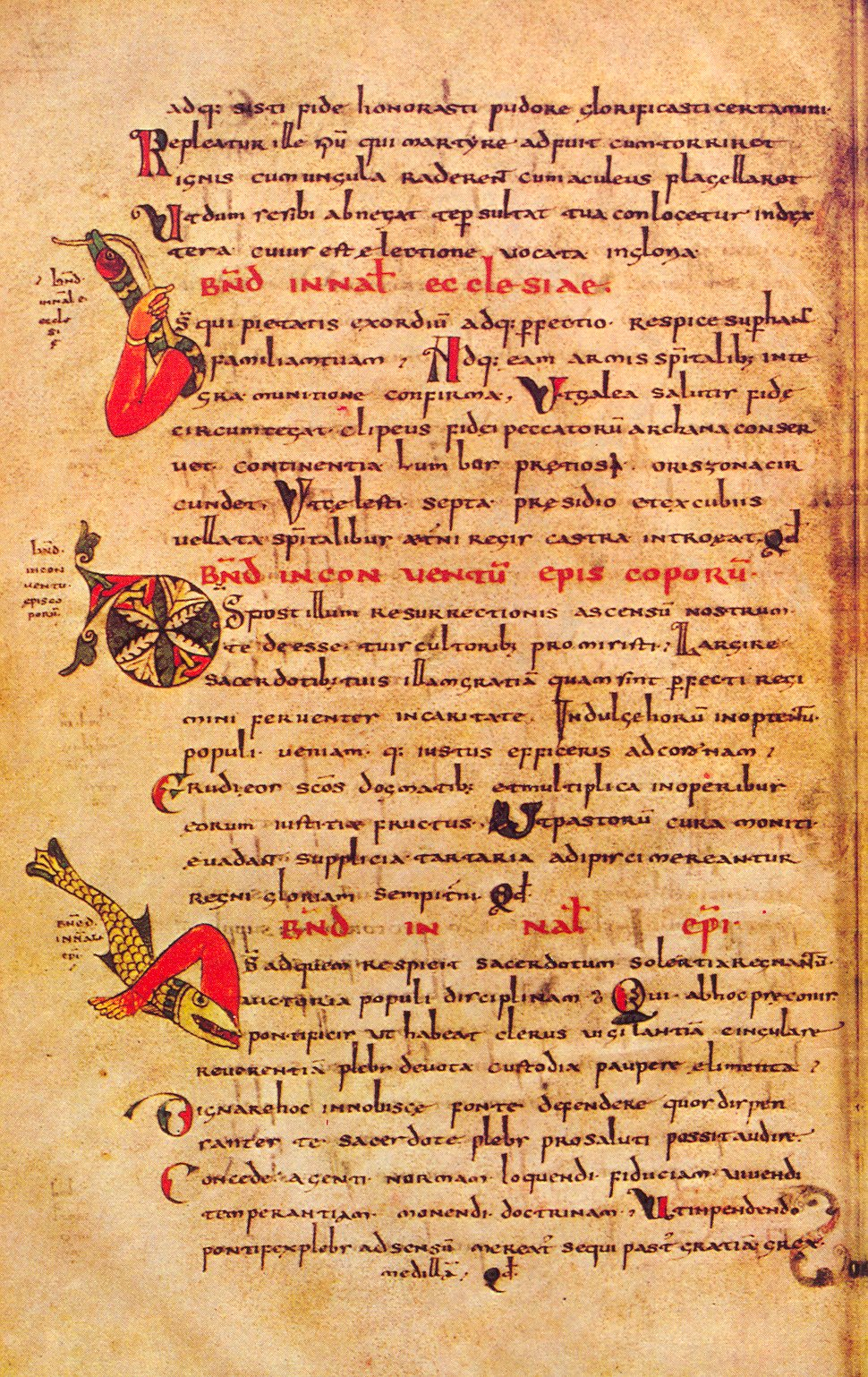
Foglio 164v del Sacramentario del Gellone
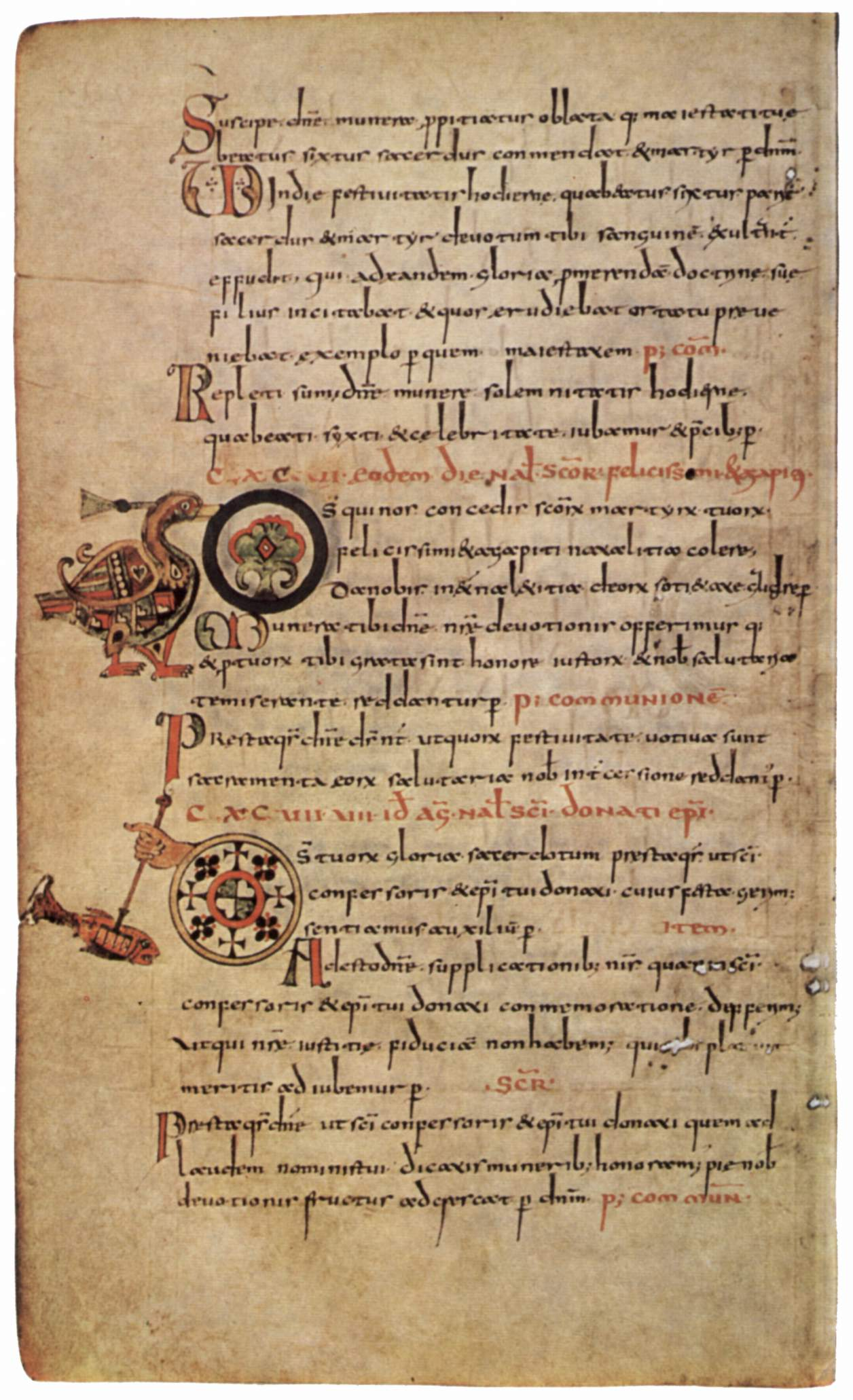
Sacramentario del Gellone

Come anticipato, diversi scriptoria merovingi furono influenzati dalla miniatura insulare essendo molte abbazie state fondate o rette da abati irlandesi o della Northumbria. In questi opifici, il nascente stile merovingio cresceva all'ombra di quello insulare e poi vi si mescolava, creando forme ibride e opere di stile misto. Questo è particolarmente il caso dell'Abbazia di Echternach, dove fu prodotto, nella prima metà dell'VIII secolo, l'Evangeliario di Treviri. Lo stile che si è sviluppato a Echternach è stato ricondotto ad una specifica corrente artistica nota come "Scuola franco-sassone".

## Caratteristiche

### Paleografia
Come anticipato, nella seconda fase dell'epoca merovingia, alcuni scriptoria della Gallia settentrionale, in particolare Luxeuil, Chelles e Corbie (che fu poi importante palestra pe lo sviluppo della scrittura carolina), misero a punto delle scritture corsive, più veloci da tracciare rispetto alle onciali o semionciali ereditate dall'Antichità, creando la c.d. scrittura merovingica.

### Tipologie di manoscritti prodotti
I manoscritti prodotti in questo periodo furono essenzialmente destinati alla pratica del culto all'interno dei monasteri e non all'evangelizzazione massiva della popolazione. I libri evangelici sono quindi più rari dei messali, dei sacramentari, dei lezionari, ecc., almeno tra i manoscritti miniati. Di grande eco godettero anche i libri dei Padri della Chiesa, come gli scritti di Agostino d'Ippona o di Papa Gregorio I.

### Ornamento
Lo stile delle miniature merovinge è in gran parte ornamentale e le rappresentazioni della figura umana sono estremamente rare e si verificano solo alla fine del periodo (v.si seguito "Primo esempio di rappresentazione umana"). Diversi tipologie di ornamento identificativo si trovano nei manoscritti merovingi.
I manoscritti non contengono grandi capolettera a pagina intera come nelle opere insulari. Il testo inizia generalmente con una capolettera integrata o un titolo decorato, accompagnato da archi che incorniciano il testo con una sorta di finta architettura: es. il Sacramentario gelasiano contiene all'inizio d'ogni parte del messale il disegno d'un portico che incornicia ed incolonna il testo.
Particolare cura è riservata al lavoro di scrittura del testo. Mentre gli artisti insulari ornavano pesantemente intere pagine dei loro manoscritti con motivi intrecciati a mano libera, gli artisti merovingi usavano sistematicamente il righello e il compasso per tracciare le iniziali. Probabilmente frutto di questa medesima volontà di ordine e chiarezza è l'invenzione della scrittura merovingica per facilitare la lettura. Le iniziali e talvolta alcune parole intere del testo erano decorate con motivi vegetali e zoomorfi (soprattutto uccelli e pesci) che si mescolavano a motivi geometrici astratti. A poco a poco, questi animali hanno lasciato la loro forma geometrica per assumere un aspetto sempre più realistico. In alcuni manoscritti compaiono le prime iniziali zoomorfe e antropomorfe della storia della miniatura. Si tratta di lettere che non servono come cornice per la rappresentazione di un animale o di un essere umano ma che sono costituite da uno o più di questi esseri che formano la lettera o le sue varie parti: es. al foglio n. 132 del Sacramentario gelasiano, le lettere della parola «NOVERIT» sono composte da uccelli e pesci. L'artista incaricato di queste decorazioni era generalmente lo stesso scriba incaricato della copiato del testo.
Il motivo cristiano quasi onnipresente è la croce. A volte copre una pagina intera, a volte è integrata in una pagina tappeto, come nei manoscritti irlandesi.

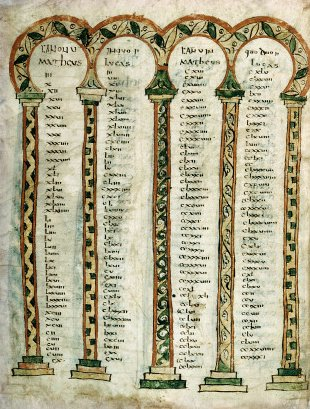
Evangelistario di Gundoino - testo inquadrato in finta-architettura a portico
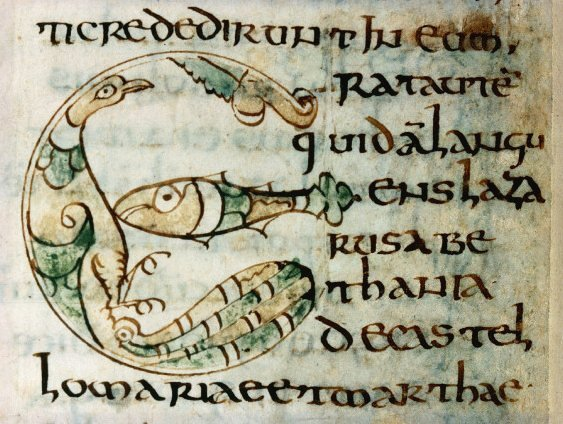
Evangelistario di Gundoino - esempio di capolettera «E» zoomorfa
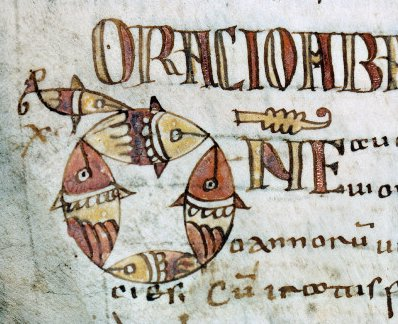
Esempio di capolettera «D» zoomorfa tracciata a compasso.

### Primo esempio di rappresentazione umana
Le raffigurazioni umane sono apparse verso la fine di questo periodo, non sono in senso stretto illuminazioni istoriate, cioè rappresentano una scena tratta dalla Bibbia o una scena storica. Il primo manoscritto superstite a includere rappresentazioni umane è il Sacramentario del Gellone. Ritratti di Evangelisti ed una figura di Gesù in trono con angeli compare invece, per la prima volta, nel Evangelistario di Gundoino, secondo alcuni prodotto in occasione dell'incoronazione di Pipino il Breve (751).

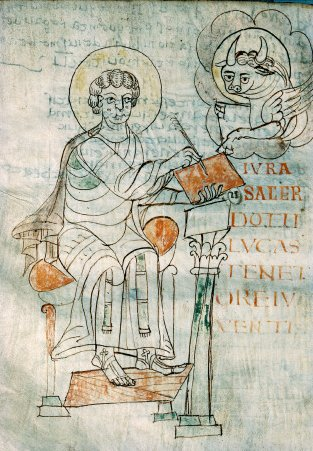
Rappresentazione dell'apostolo Luca con il suo simbolismo
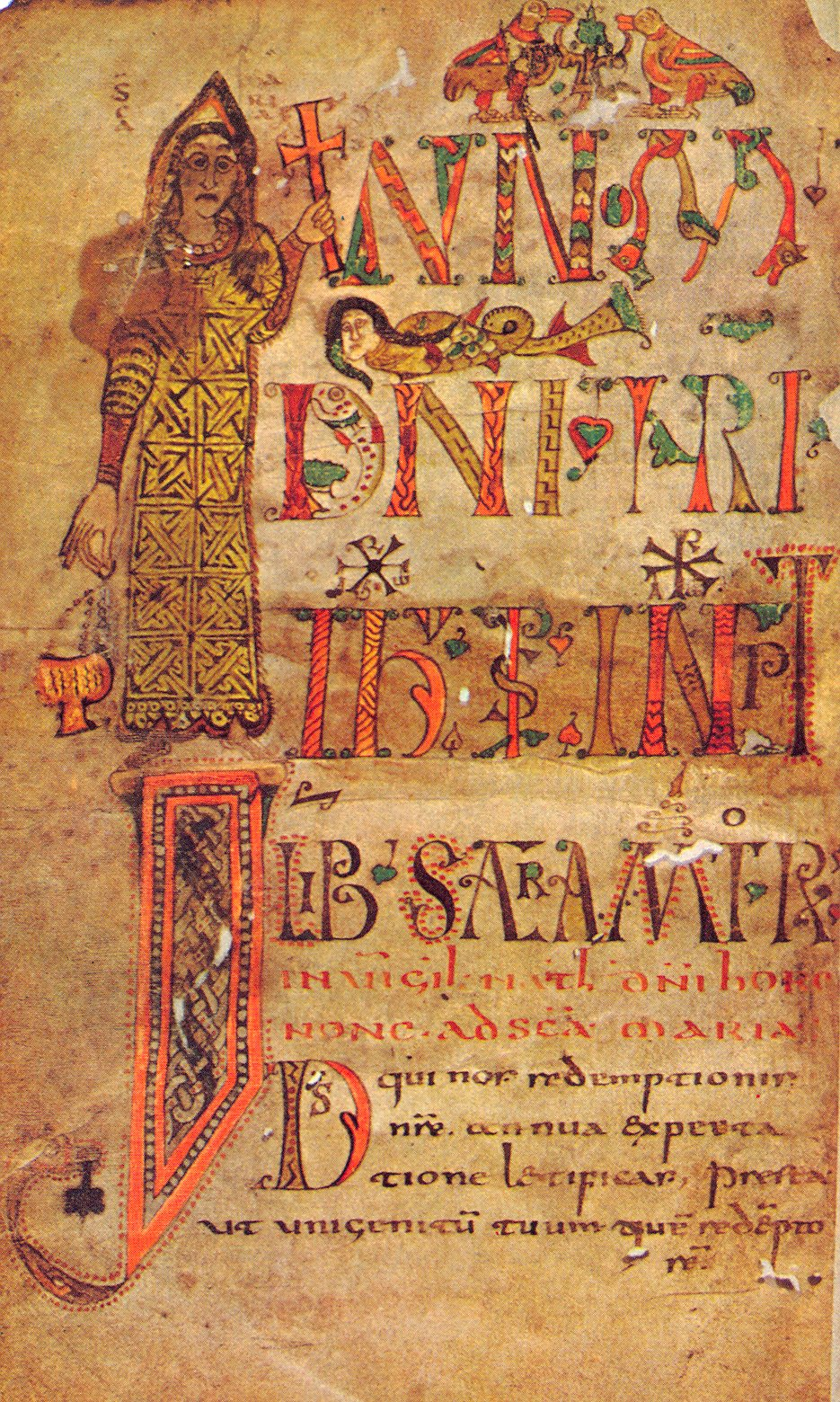
Folio 1v del Sacramentario del Gellone
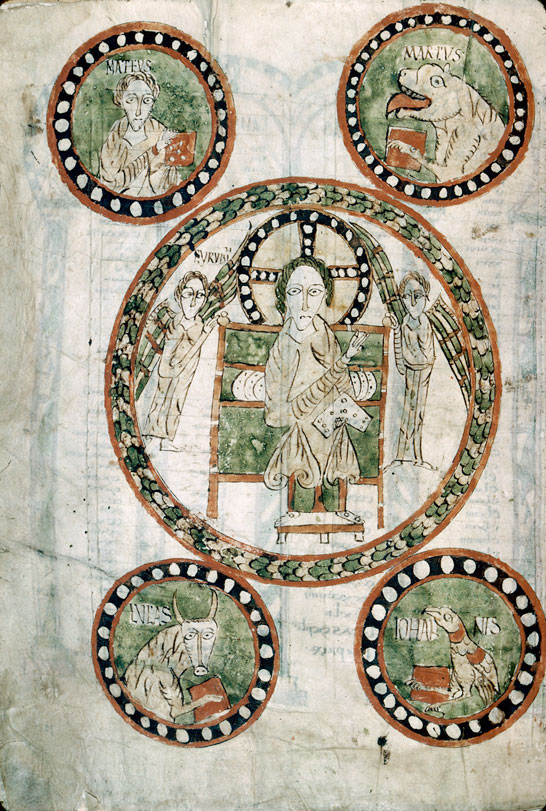
Evangelistario di Gundoino - Gesù in trono circondato da lunette con i simboli degli Evangelisti.

## I principali centri di produzione
Salvo poche eccezioni, la precisa localizzazione del luogo di produzione dei manoscritti merovingi non è garantita e talvolta viene messa in discussione.

### Laon
Questa sede vescovile, fondata da Remigio di Reims all'inizio del VI secolo, costituisce una notevole eccezione, tra l'altro, al declino culturale delle città. Sempre dominata dai suoi vescovi, Laon rimase, durante il periodo merovingio e carolingio, un vivo centro artistico e intellettuale, e in particolare l'abbazia colombiana di Saint-Vincent.
Manoscritti principali:
- Quaestiones in Heptateuchon di Sant'Agostino (BNF).
- Codici 137 e 423 (Biblioteca di Laon).[15]

### Monastero di Luxeuil
Nel 590, San Colombano fondò l'Abbazia di Luxeuil nei Vosgi e, entro pochi decenni, lo scriptorium del cenobio acquisì un'alta reputazione per la qualità delle sue opere. Saccheggiata e devastata dai Saraceni, che massacrarono tutti i monaci, nel 731 o 732, l'abbazia fu rilevata da Carlo Magno che l'affidò ai Benedettini. L'abbazia ha dato il nome a un noto manoscritto del quale però non è possibile affermare con certezza la produzione presso detto scriptorium. Si trova in diversi manoscritti il cui luogo di produzione rimane controverso:
- In Epistolam Joannis ad Parthos tractatus decem, Agostino di Ippona, datato intorno al 669, Biblioteca Pierpont Morgan (M.334).[16]
- Il cosiddetto Lezionario di Luxeuil, BNF, Lat. 9427.
- Rito gallicano (lat. Missale Gothicum), sacramentario prodotto intorno al 700.
- Vaticano, reg. lat. 317. Codex Ragyntrudis, testi dei Padri della Chiesa, Biblioteca della Cattedrale di Fulda ( Assia, Germania ).
- Opere di Sant'Agostino, 730 circa, attualmente alla Herzog August Bibliothek di Wolfenbüttel (Bassa Sassonia (Weissenburg 99), Germania).

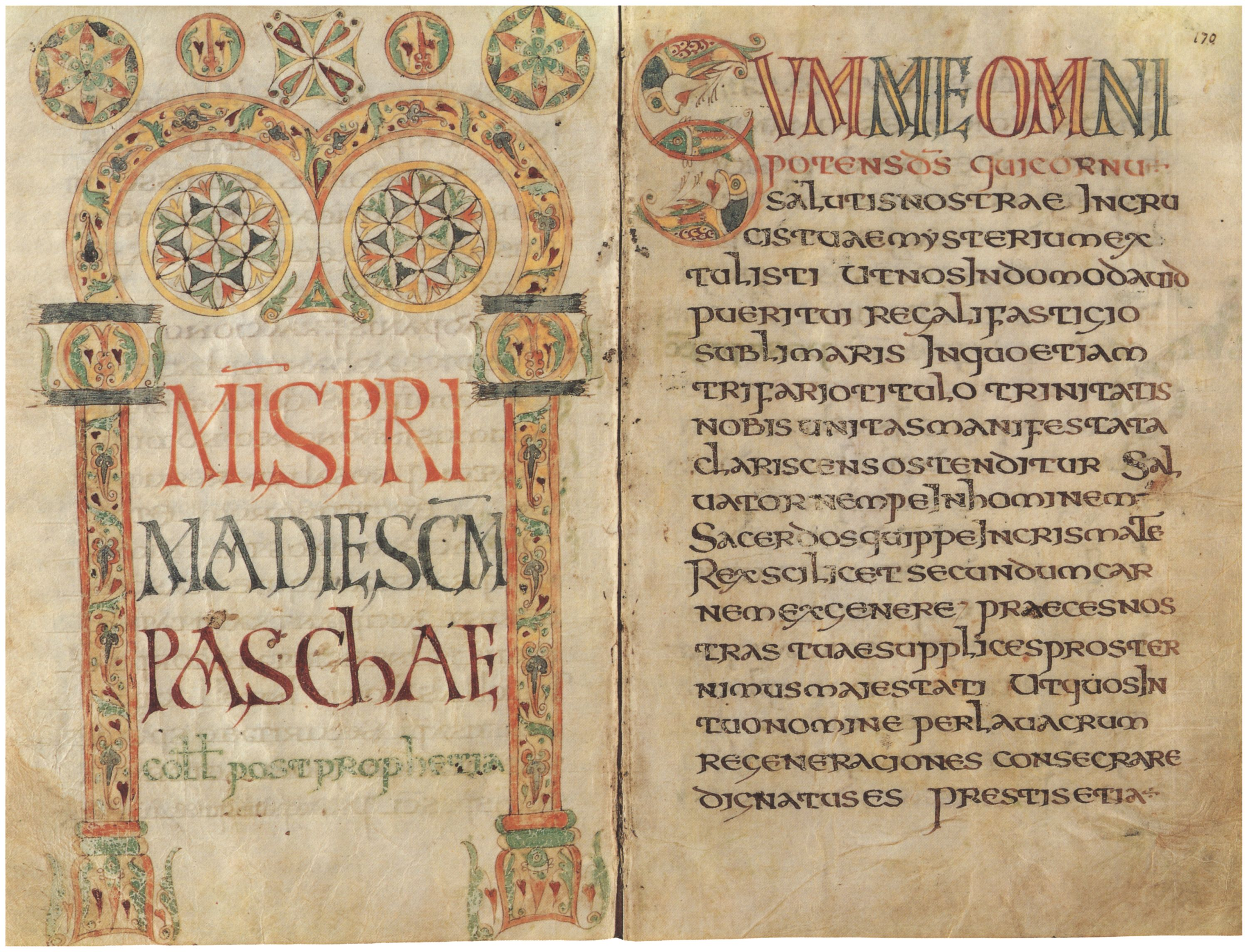
Rito gallicano (lat. Missale Gothicum)
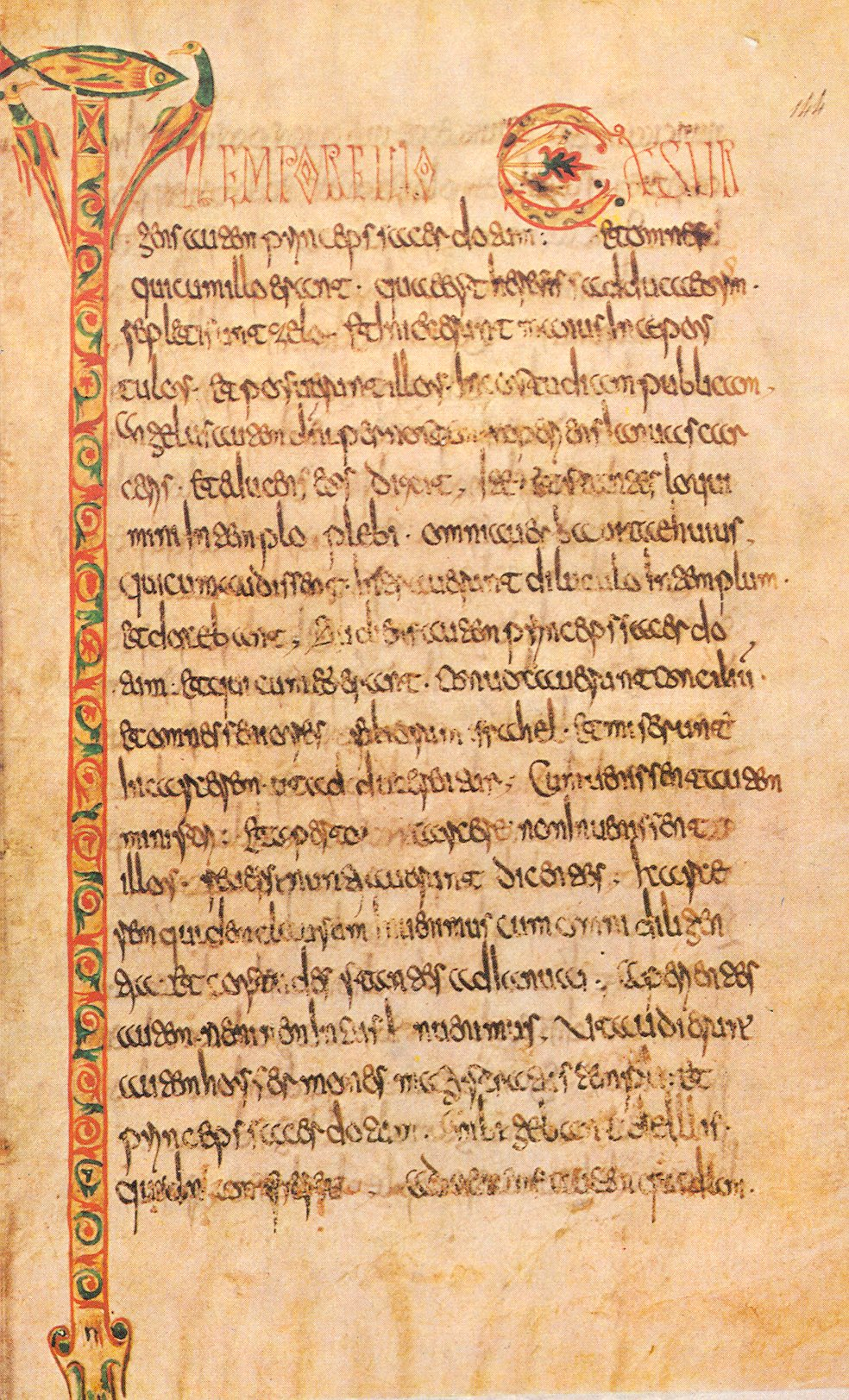
Folio 144 del Lezionario di Luxeuil

### Abbazia di Corbie
Situata nella Somme, vicino ad Amiens, l'Abbazia di Corbie fu fondata da Batilde (regina di Neustria). I manoscritti prodotti in loco utilizzano motivi meno zoomorfi ma più ornamenti come "l'occhio di bue" (un cerchio con un punto al centro). Dalla metà dell'VIII secolo troviamo sempre più intrecci.
Manoscritti principali:
- Commento a Ezechiele di Papa Gregorio I (II quarto del VII sec. Biblioteca di San Pietroburgo (QVI14).[18]
- Regola di San Basilio, intorno al 700. Libro conservato presso la Biblioteca nazionale russa di San Pietroburgo.
- Hexaemeron detto di Sant'Ambrogio,[N 1] seconda metà dell'VIII secolo, BNF.
- Un manoscritto della Esposizione mistica sul Cantico dei cantici di Giusto di Urgell, 700 circa, Biblioteca Vallicelliana, Roma (B.62).

### Chelles
Chelles, nel dipartimento Senna e Marna, fu sede di un palazzo merovingio. Nel 584 Chilperico I fu assassinato lì per ordine del sindaco del palazzo Landry, amante di Fredegonda, la moglie del re. Una prima abbazia di monache fu fondata dalla regina Clotilde nel VI secolo. Fu ricostruita nel VII secolo da Batilde, moglie di Clodoveo II. Lo storico Bernard Bischoff ha mostrato che nove monache di questa abbazia, i cui nomi sono conosciuti, copiati e miniati alla fine dell'era merovingia, tre manoscritti per l'arcicappellano di Carlo Magno, vescovo Ildeboldo di Colonia. Questi sono i Ms. 63, 65, 67, della fine dell'VIII secolo, ora nella biblioteca del Duomo di Colonia.

### Abbazia di Saint-Denis
Lo scriptorium dell'Abbazia di Saint-Denis, protetto da Carlo Martello e Pipino il Breve, è forse, secondo alcuni storici, il luogo di produzione di uno dei più famosi manoscritti miniati merovingi: il Sacramentario gelasiano (BAV, Reg. lat. 316.) che registra le trasformazioni della liturgia di Papa Gelasio I.

## Elenco di manoscritti notevoli
| Immagine | Nome                       | Data               | Posizione, scuola                                                                       | Contenuti, significato                                                 | Inventario                         |
|          | Lezionario di Selestat     | c.700              |                                                                                         |                                                                        | Biblioteca umanistica di Sélestat  |
|          | Sacramentario gelasiano    | c.750              |                                                                                         | Sacramentario                                                          | Roma, BAV, Reg. lat. 316           |
|          |                            | c.750              | Regno dei Franchi Occidentali (Borgogna?)                                               | Bibbia                                                                 | Autun, Biblioteca municipale, Ms 2 |
|          | Evangelistario di Gundoino | 754/755            | Abbazia di Vosevio (località sconosciuta), Regno dei Franchi Occidentali forse Borgogna | Evangelistario                                                         | Autun, Biblioteca municipale, Ms 3 |
|          |                            | c.780              | Saint-Pierre de Flavigny-sur-Ozerain (Regno dei Franchi Occidentali)                    |                                                                        | Autun, Biblioteca municipale, Ms 5 |
|          | Sacramentario di Gellone   | Fine dell'VIII sec | Meaux                                                                                   | Sacramentario                                                          | Parigi, BNF, Lat. 12048            |
|          |                            | Fine dell'VIII sec | Borgogna                                                                                | Evangeliario ad uso di Saint-Pierre de Flavigny-sur-Ozerain (Borgogna) | Autun, Biblioteca municipale, Ms 4 |

### Esplicative
1. ↑  Hexaemeron (it. "Omelie sull'Esamerone"), è un'opera di San Basilio (329-379) molto celebre ai suoi tempi. Gregorio di Nissa (c. 335-395) e suo fratello Gregorio Nazianzeno (c. 329-390), amico dell'autore, e molti altri ne diedero infatti la massima lode. Sant'Ambrogio (c. 330/340-397) tradusse l'opera in latino.

### Bibliografiche
1. 1 2 3 4  Perin 1997.
2. ↑  Kitzinger 2005, pp. 71-72.
3. ↑  (EN) Babcock P (a cura di), Webster's Third New International Dictionary of the English Language, Unabridged, Springfield, MA, Merriam-Webster Inc., 1993,  p. 1415.
4. ↑   Brezzi P, La civilta del medioevo europeo, vol. 1, Eurodes, 1978,  pp. 100 e s...
5. ↑  Nordenfalk 1977, p. 51.
6. ↑  Nordenfalk 1977, p. 88.
7. ↑  Kitzinger 2005, pp. 71-72.
8. ↑  (EN) Knox EL, Carolingian Handwriting, su history.boisestate.edu, Boise State University. URL consultato l'8 agosto 2022 (archiviato dall'url originale il 28 giugno 2005).
9. ↑   Caroline Minuscule Predates Charlemagne, su uni-heidelberg.de, Heidelberg University, 9 gennaio 2013.
10. ↑  (EN) Colish ML, Medieval Foundations of the Western Intellectual Tradition, 400–1400, The Yale Intellectual History of the West, Yale University Press, 1999,  p. 67, ISBN 9780300078527.
11. 1 2 3  Nordenfalk 1977, p. 44.
12. ↑  (FR) Périn P, Mérovingiens / Art mérovingien, in Encyclopædia Universalis.
13. ↑  Nordenfalk 1977, pp. 44-47 e 51.
14. ↑  Nordenfalk 1977, pp. 44-46.
15. ↑  (FR) Manuscrits de la bibliothèque de Laon, su manuscrit.ville-laon.fr.
16. ↑  Notice de la Morgan Lib.
17. ↑  Nordenfalk 1977, p. 52.
18. ↑   Notice du manuscrit, su nlr.ru. URL consultato il 2 agosto 2022 (archiviato dall'url originale il 9 novembre 2013).